# Distichirhops
Distichirhops es un género de plantas con flores perteneciente a la familia Phyllanthaceae. Consiste en tres especies nativas de Nueva Guinea y Borneo.

## Etimología
El nombre del género proviene del griego distichos que significa "en dos filas" y rhopo que significa "arbusto", refiriéndose a la  disposición dística de las hojas y al hábito arbustivo.

## Especies
- Distichirhops megale
- Distichirhops minor
- Distichirhops mitsemosik